# Bowsy
Bowsy, anomenat també Bowser Jr. i al Japó Koopa Junior, però amb el nom llarg de Prince Bowser Koopa Junior, és un personatge de videojocs creat per l'empresa Nintendo. Encara que no hi sembli, no és el vuitè fill d'en Bowser, ja que és l'únic fill del personatge en realitat (els Koopalings no hi tenen res a veure), però sí que és l'hereu del tron. La seva primera aparició va ser al joc Super Mario Sunshine, de la consola Nintendo Gamecube de Nintendo, l'any 2002. En aquest joc, en Bowsy es disfressa d'una versió "tacada" de Mario i rapta la Princesa Peach perquè el seu pare, en Bowser l'ha enganyat dient-li que la princesa és la seva mare.

## Aparicions
- Nintendo Gamecube
  - Super Mario Sunshine
  - Mario Golf: Toadstool Tour
  - Mario Power Tennis
  - Mario Kart: Double Dash!!
  - Mario Superstar Baseball

- Nintendo DS
  - Mario Hoops 3 on 3
  - Mario Party DS
  - Mario & Sonic at the Olympic Winter Games

- Wii
  - Mario Strikers Charged Football
  - Mario Kart Wii
  - Super Mario Galaxy
  - Super Smash Bros. Brawl
  - Mario Super Sluggers
  - New Play Control! Mario Power Tennis
  - Mario & Sonic at the Olympic Winter Games
  - New Super Mario Bros. Wii
  - Super Mario Galaxy 2
  - Mario Sports Mix
  - Mario & Sonic at the London 2012 Olympic Games
  - Fortune Street
  - Mario Party 9

- Nintendo 3DS
  - Mario & Sonic at the London 2012 Olympic Games
  - Mario Tennis Open
  - Paper Mario: Sticker Star
  - Mario & Luigi: Dream Team Bros.
  - Mario Party: Island Tour
  - Mario Golf: World Tour

- Wii U
  - New Super Mario Bros. U
  - New Super Luigi U
  - Mario & Sonic at the Sochi 2014 Olympic Winter Games

- Màquina recreativa
  - Mario Kart Arcade GP DX